# روبرت رايلي
روبرت رايلي (بالإنجليزية: Robert Reilly)‏ هو لاعب كرة قدم بريطاني في مركز الوسط، ولد في 23 سبتمبر 1959 في كيلمارنوك ‏ في المملكة المتحدة. لعب مع نادي آير يونايتد ونادي أردريونيانز ونادي ألبيون روفرز ونادي دمبرتون ونادي ستيرلينغ ألبيون ونادي كلايد ونادي كيلمارنوك ونادي ليفينغستون وهاميلتون أكاديميكال.